# Escudo de Aiguafreda
El escudo de armas de Aiguafreda es un símbolo del municipio español de Aiguafreda, y se describe, según la terminología precisa de la heráldica, por el siguiente blasón:

«Escudo embaldosado cortado: 1º de gules, sembrado de crucetas de plata; 2º de oro, tres pucheros de sable, los de arriba afrontados. Al timbre, una corona de barón.»

## Diseño
La composición del escudo está formada sobre un fondo en forma de cuadrado apoyado sobre una de sus aristas, llamado escudo de ciudad o escudo embaldosado, según la configuración difundida en Cataluña al haber sido adoptada por la administración en sus especificaciones para el diseño oficial de los municipios de las entidades locales, dividido horizontalmente en dos partes (cortado). El primer cuartel, situado en la parte superior es de color rojo intenso (gules), cargado de un número indeterminado de pequeñas cruces que salen de los bordes, mostrando algunas solo la mitad de la cruz (sembrado de crucetas) de color blanco o gris claro (plata) dispuestas simétricamente. El segundo cuartel, situado en la parte inferior, es de color amarillo intenso (oro), con tres pucheros dispuestos en su posición natural, dos arriba y uno abajo, estando los dos de arriba afrontados, en lugar de mirar a la izquierda (diestra del escudo) de color negro (sable).
El escudo está acompañado en la parte superior de un timbre en forma de corona de barón. Básicamente es un cerco de metal precioso, con pedrería y rodeado por un brazalete dando ocho vueltas y adornado en la parte superior por perlas gruesas.

## Historia

Escudo de Armas de los Cruïlles. De gules, sembrado de crucetas de plata..

Escudo de Armas de los Pignatelli. De oro, tres pucheros de sable, los de arriba afrontados..

Este blasón fue aprobado por el ayuntamiento el 17 de julio de 1988, resuelto el 21 de octubre de 1996 y publicado en el DOGC número 2.278 de 8 de noviembre del mismo año. Se publicó una corrección de errata en el DOGC número 2324 del 5 de febrero de 1997.
El sembrado de crucetas sobre campo de gules son las armas de los Cruïlles. Los tres pucheros sobre campo de oro son las armas de los Pignatelli. Tantos unos como otros fueron barones del lugar, siendo los antiguos señores jurisdiccionales, por tanto se puede decir que se trata de unas armas arqueológicas de vasallaje. La corona que acompaña al escudo, se debe a que el municipio fue el centro de la baronía de Aiguafreda.